# Vladimir Braun
Vladimir Braun (russisk: Михайлович) (født 1. januar 1896 i Kropyvnytskyj i det Russiske Kejserrige, død 21. august 1957 i Kyiv i Sovjetunionen) var en sovjetisk filminstruktør.

## Filmografi
- Drengen fra slaveskibet (Максимка, 1953)[1][2]
- Skibskommandøren (Командир корабля, 1954)
- Malva (Мальва, 1957)